# عبد الله الرميثان
د.عبد الله الرميثان (1959-) ملحن وأكاديمي كويتي ويعد واحد من أشهر الملحنين الخليجين ، فقد قدّم العديد من الألحان لعدد كبير من الفنانيين الكبار مثل: عبد الكريم عبد القادر، عبد الله الرويشد، نبيل شعيل، نوال الكويتية، محمد البلوشي ، عبد المجيد عبد الله.

## عن حياته
ولد الفنان عبد الله الرميثان في الكويت وتحديدا في مدينة الجهراء عام 1959 وهو من ملحني جيل الثمانينيات ، وقد أثرى الموسيقى والغناء الحديث في الكويت والخليج العربي بأعمال غنائية تميزت بالأصالة واتسمت برومانسية ناعمة ، وقد تابع دروسه الابتدائية والمتوسطة في مدرسة الجهراء المشتركة للبنين ، والثانوية في ثانوية الجهراء التي قضى فيها سنتين ، ثم تركها مفضلاً الدراسة في المعهد العالي للفنون الموسيقية في الكويت (1975 - 1976)، فكانت البداية الأول بامتياز على الثانوي ثم المعهد العالي وتخرج عام (1985-1984) وتخرّج في المعهد العالي للفنون الموسيقية، وحقق طموحاته العلمية عبر إكمال دراساته العليا، فنال الماجستير عام 1998 ثم الدكتوراه عام 2003 في جمهورية مصر العربية ، وفي نوفمبر 2005 أصدر وزير التربية والتعليم العالي الدكتور رشيد الحمد قراراً يقضي بتقلده وكالة المعهد العالي للفنون الموسيقية.

## التكريم
في مايو 2004 نال الدكتور عبدالله الرميثان “جائزة التفرد في الإبداع” عن تلحينه الأغنية الدينية “الله النور” من كلمات الشاعر يعقوب السبيعي وغنتها فرقة التلفزيون الكويتية للفنون ، وهي الجائزة الأولى في “مهرجان الأغنيات المتخصصة” الذي ينظمه اتحاد المبدعين العرب في القاهرة.

## أبرز ألحانه
- أغنية راعي المثل - عبد الله الرويشد
- أغنية يا حمام - عبد الله الرويشد
- أغنية سلامي - عبد الله الرويشد
- أغنية جيتك - نبيل شعيل
- أغنية هلي يا قمره - نبيل شعيل
- أغنية على خير - نبيل شعيل
- أغنية لا تصدق - نبيل شعيل
- أغنية البارحه - نبيل شعيل
- أغنية اللي ماله اول - نبيل شعيل
- أغنية هذا كلام - عبد المجيد عبد الله
- أغنية الهنا والسعادة - عبد المجيد عبد الله
- أغنية انسى - نوال الكويتية
- أغنية على الراس والعين - نوال الكويتية
- أغنية فز قلبي - نوال الكويتية
- أغنية نور عيني - نوال الكويتية
- أغنية يا فاتح - نوال الكويتية
- أغنية يزيد شوقي - نوال الكويتية
- أغنية أرفق فيني - أحمد الجميري
- أغنية من صجه - محمد البلوشي
- أغنية لا تمادي - محمد المسباح
- أغنية جاني بعد وقت - محمد المسباح